# 資本減少
資本減少（しほんげんしょう）とは、株式会社、有限会社において法定の手続きに従い資本の総額を減少させること。略して減資（げんし）ともいう。2006年5月施行の会社法においては、「資本金の額の減少」（資本金額の減少）と規定されている（会社法第447条）。
「実質上の減資」と「名義上の減資」（計算上の減資、名目上の減資）の2種類がある。
- 会社法は、以下で条数のみ記載する。

## 資本金額減少（減資）の意義
企業が多額の損失をしたり、赤字が累積した場合などに、欠損を解消する目的で行われることが多い。

### 実質上の減資
実質上の減資は、株主に会社財産の払い戻しを行う減資をいう（有償減資）。会社の解散が予定されているなど、会社の規模を小さくするために行う。実質上の減資が行われると、会社の財産が現実に減少する。

### 名義上の減資
名義上の減資は、株主に会社財産の払い戻しを行わず、計算上資本金額を減少させることをいう（無償減資）。経営不振などですでに会社財産が減少し純資産が資本金額を満たさない資本欠損の状態にある場合に、これを解消するために資本金額を純資産額以下にする場合などに行われる。名義上の減資が行われていても、帳簿上の資本金額が変更されるだけで、会社財産は減少しない。
名義上の減資は、100%の減資をすることで株主資格を喪失させ、責任の一端を顕在化させることもある。しかし100%減少させる場合以外では、株主の会社に対する支配比率は変更ないので、株の価値は変わらず（株価下落以外に）株主の責任を問うことにはならない。会社法のもとでは、単に100%減資するだけでは、株主の地位に変動が生じない。このため同時に既存の株式に全部取得条項付株式に変更する定款変更、種類株式を発行する旨の規定を設ける定款変更及び全部取得条項付株式を全部取得する旨の特別決議も必要となる。
また、過去には自社が巻き込まれた犯罪の容疑者・関係者を経営から排除する為に、会社更生の過程で名義上の100%の減資と100%の増資を同時に実施した例もある（近畿放送（現在の京都放送）のケースが知られる）。

## 資本金額減少の方法
- 出資一口の減少
- 株式数または出資口数の減少

## 資本金額減少の手続

### 株式会社における資本減少の手続
株式会社が減資をする場合、原則として株主総会での特別決議が必要である（447条1項・309条2項9号）。もっとも、定時株主総会において資本欠損を填補するために行う場合は、株主総会の普通決議で足りる（447条1項・309条1項。同2項9号参照）。また、減資と同時に増資を行って従前の資本金の額を下回らない場合には、取締役会決議で足りる（447条3項）。
株主総会決議の後、債権者保護手続として債権者の異議申し立てが認められる（449条1項）。異議を述べた債権者に対しては、弁済（返済）か、相当の担保の提供か、相当財産の信託しなければならない（449条5項）。

### 特例有限会社における資本金額減少の手続
旧有限会社法において有限会社として設立された株式会社（特例有限会社。商号に有限会社と入る会社）が減資をする場合も、株式会社と同様である。ただし、経過措置として施行日前に社員総会の招集の手続が開始された場合におけるその社員総会の決議を要する資本又は資本準備金若しくは利益準備金の減少については、旧有限会社法の規定による（会社法施行整備法29条）とされている。

## 資本金額減少無効の訴え
株式会社において資本金額の減少の内容や手続に違法性がある場合、その資本金額の減少は無効である。しかし、会社の安定性のため、無効の主張は訴えによらなければならない。
- 提訴期間は、効力発生日から6か月以内（828条1項5号）。
- 提訴権者は、株主、取締役、清算人、監査役設置会社の監査役、委員会設置会社の執行役、破産管財人、資本金額減少を承認しなかった債権者（828条2項5号）。
- 株主、債権者が提訴したときは、裁判所は、被告の申立てにより、担保提供命令を命ずることができる（836条）。
- 被告は、当該株式会社（834条5号）。
- 無効判決は、将来についてのみ効力を生じる（839条）